# Arcfox Alpha T5

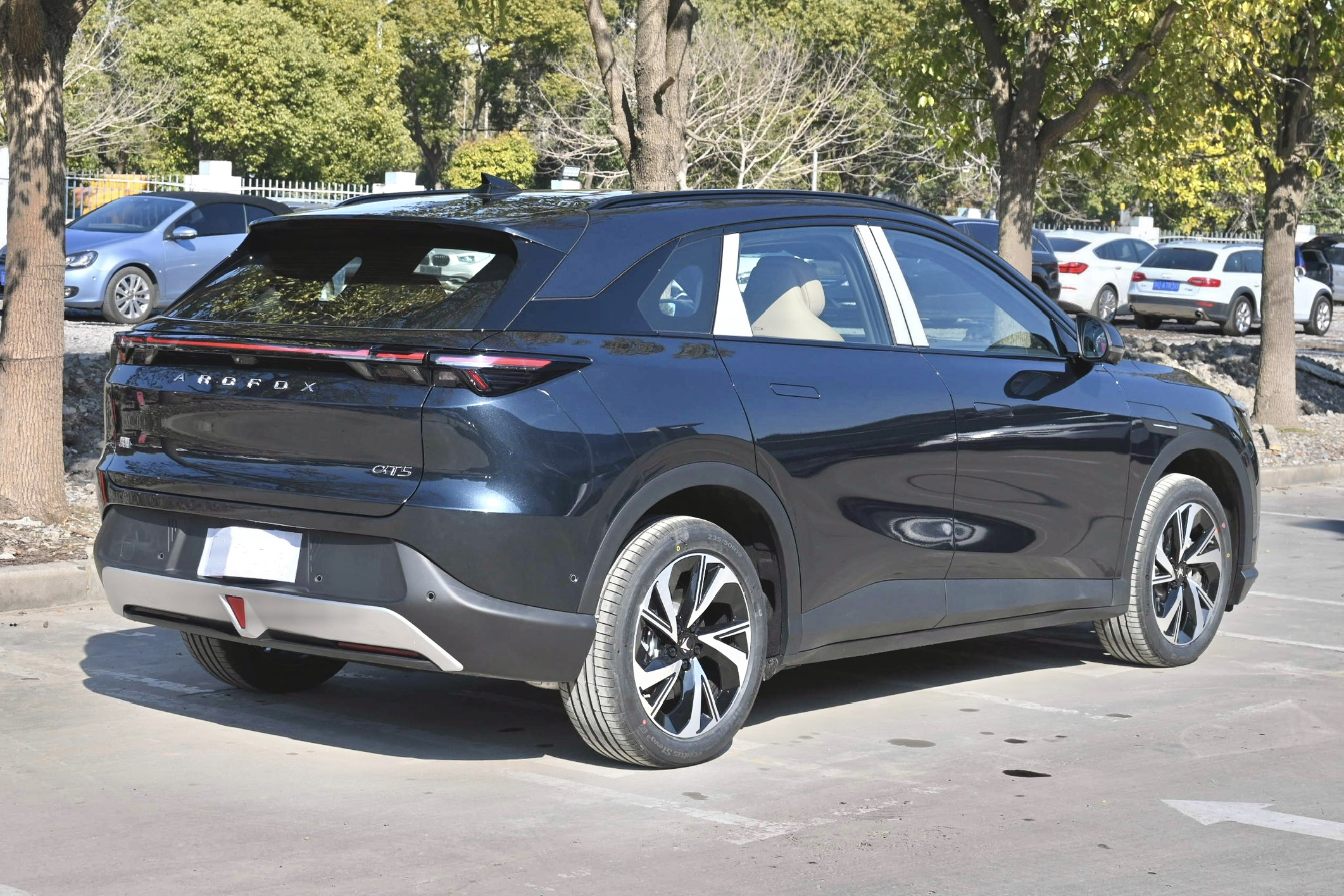
Вид сзади

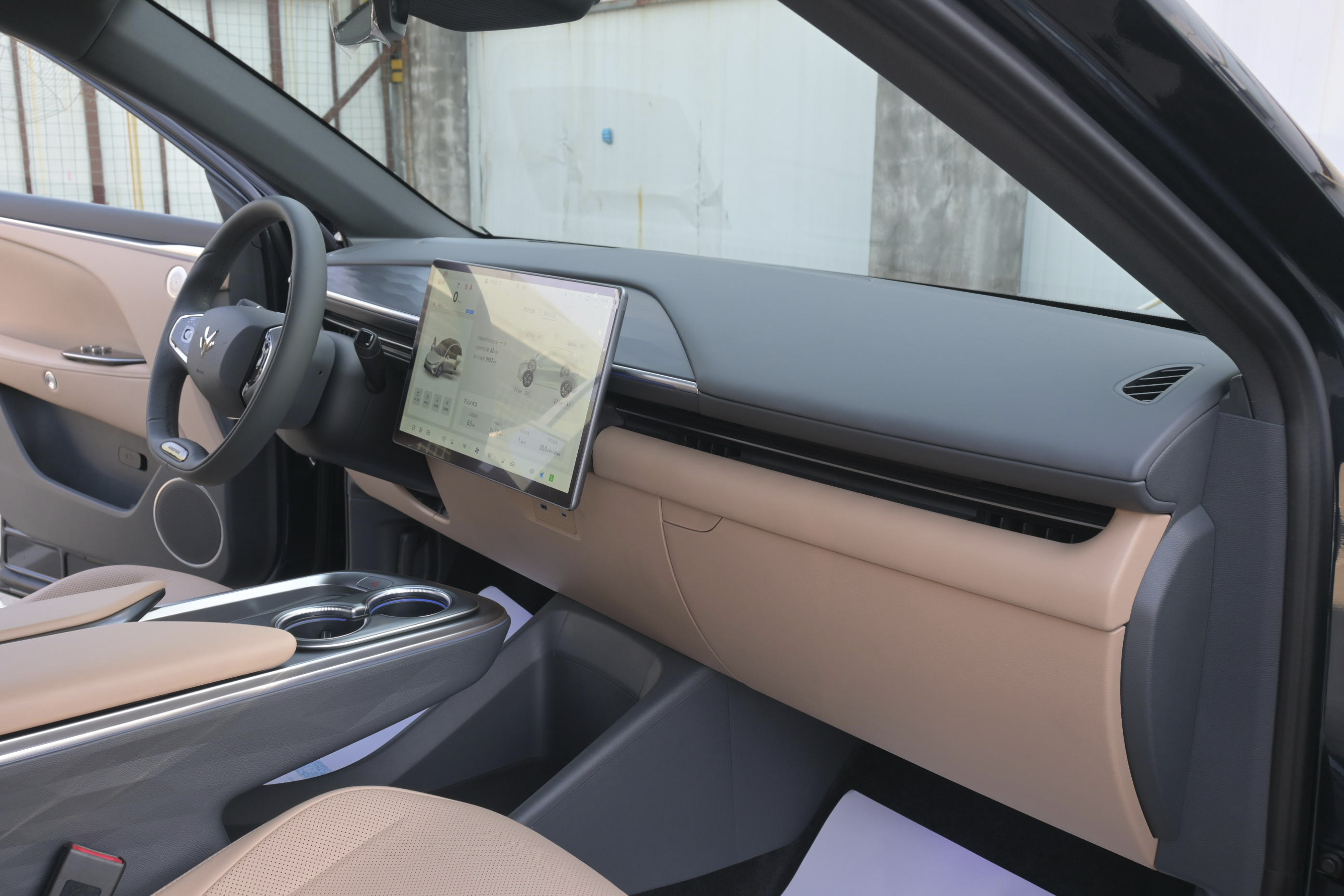
Интерьер

Arcfox αT5 (Alpha T5) — среднеразмерный электромобиль-кроссовер, выпускающийся с 2023 года китайским автопроизводителем BAIC Motor под брендом Arcfox.

## История и описание модели
Arcfox Alpha T5 впервые был представлен в декабре 2023 года. В иерархии автомобиль расположен ниже Arcfox Alpha-T. Дизайн включает в себя резкие линии, чётко очерченные складки, выдвижные дверные ручки, высоко расположенную световую планку и обширные рельефы. Фары «агрессивной» формы были соединены небольшой перекладиной, а бампер был расширен за счёт воздухозаборников.
Салон выполнен в «минималистском» стиле. Высокий центральный туннель был лишён связи с кабиной, получив расширенный нижний отсек. На приборной панели доминировал только один центральный сенсорный экран. Он выполнял функции как часов, так и мультимедийной системы с диагональю 15,6 дюйма.

### Продажи
Как и другие модели Arcfox, Alpha T5 создан для внутреннего китайского рынка. Продажи начались сразу после презентации в декабре 2023 года по ценам от 155800 до 199800 юаней (в зависимости от комплектации).

### Технические характеристики
Arcfox Alpha T5 оснащается электродвигателями мощностью 248—268 л. с. и крутящим моментом 360 Н·м. Ёмкости аккумуляторов CATL варьируются от 65 до 79,2 кВт·ч, а запас хода — от 520 до 660 км по циклу CLTC.